# Osrednja Makedonija
Osrednja Makedonija (grško Κεντρική Μακεδονία, latinizirano: Kentrikí Makedonía) je ena od trinajst upravnih regij Grčije, ki jih sestavlja osrednji del geografske in zgodovinske regije Makedonija. S skoraj 1,8 milijona prebivalcev je druga najbolj naseljena regija v Grčiji za Atiko.

## Geografija
Regija Osrednja Makedonija je v severni Grčiji in meji na regije Zahodna Makedonija (zahod), Tesalija (jug), Vzhodna Makedonija in Trakija (vzhod) ter je na severu omejena na mednarodne meje Grčije z Republiko Severno Makedonijo in Bolgarijo. Južni del je obalni in ga omejujejo Termajski ali Solunski, Toronejski, Singitski in Strymonski zalivi. Največje mesto in glavno mesto regije je Solun. Seres je drugo najbolj naseljeno mesto, sledijo mu Katerini, Veria in Giannitsa. Osrednja Makedonija je v osnovi nižinska in je z veliko rekami zelo razvita, tako v primarnem kot v sekundarnem sektorju. Največja nižina v Grčiji je v Osrednji Makedoniji. Solun, metropola Makedonije, je drugo največje mesto Grčije. Najvišje gore regije so gora Olimp (2918 m), pogorje Voras (2524 m), pogorje Pierian (2193 m), pogorje Vermio (2065 m) in gora Atos (2033 m). Največje reke so Haliacmon, Axios, Loudias in Galikos (Echedoros), ki se vse izlivajo v Solunski zaliv. Jezera Koroneia, Volvi, Doiran in Kerkini so v Osrednji Makedoniji. Obale so neprekinjene, gladke, peščene in primerne za kopanje (razen estuarijev in obal mestnega kompleksa Soluna).

## Uprava
Regija je bila ustanovljena z upravno reformo leta 1987 kot Regija Osrednja Makedonija (grško Περιφέρεια Κεντρικής Μακεδονίας, latinizirano: Periféria Kentrikís Makedonías). S Kallikratisovim načrtom iz leta 2010 so bile njene pristojnosti in avtoriteta na novo opredeljene in razširjene. Skupaj z Vzhodno Makedonijo in Trakijo jo nadzira Decentralizirana uprava Makedonije in Trakije s sedežem v Solunu. Regija ima sedež v glavnem mestu Solun in je razdeljena na sedem regionalnih enot (prefekture pred Kallikratisom), Halkidika, Imathia, Kilkis, Pella, Pieria, Seres in Solun. Te so nadalje razdeljene na 38 občin.
Čeprav je geografsko del Osrednje Makedonije, Atos administrativno ni del regije, temveč avtonomna samoupravna država pod suverenostjo Grčije.

## Večja mesta
- Alexandreia
- Aridaea
- Edessa
- Giannitsa
- Katerini
- Kilkis
- Koufalia
- Langadas
- Litochoro
- Naousa
- Nea Kallikratia
- Nea Moudania
- Polygyros
- Polykastro
- Seres
- Solun
- Veria

## Demografija
Prebivalstvo regije se je med letoma 2011 in 2021 zmanjšalo za 90.039 ljudi, pri čemer je prišlo do demografske izgube za 4,8 %.

## Zgodovina
Sodobna grška regija Osrednja Makedonija približno ustreza starogrški regiji Spodnja Makedonija, ki je vključevala središče in dve prestolnici, Ajga (Vergina) in Pella, antične Makedonije. Pella je bila rojstni kraj Aleksandra Velikega.

## Gospodarstvo
Leta 2011 je BDP na prebivalca Srednje Makedonije znašal 14.400 €, kar pomeni 9. mesto med 13 regijami Grčije, precej pod nacionalnim povprečjem 18.500 €.[2]

### Turizem
Osrednja Makedonija je četrta najbolj priljubljena turistična regija v Grčiji in najbolj priljubljena destinacija, ki ni otok.ref name="Fig 2018">»Greece in Figures 2018«. Hellenic Statistical Authority.</ref> Polotok Halkidika je najbolj priljubljena obalna destinacija v Makedoniji, saj združuje 550 kilometrov peščenih plaž z gostimi gozdovi. Leta 2018 je bilo v Makedoniji 116 plaž z modro zastavo, od tega 85 na Halkidiki. Na Halkidiki je tudi gora Atos, ki je pomembno središče verskega turizma. Pieria združuje obsežne nižine, visoke gore in peščene plaže, lepota regije pa ji daje velik potencial za nadaljnji turistični razvoj. Ocenjujejo, da se vsako leto na Olimp povzpne 10.000 ljudi, večina jih doseže samo vrh Skolio. Večina vzponov na Olimp se začne iz mesta Litochoro, ki se je zaradi svoje lege ob vznožju gore prijelo ime Mesto bogov. Osrednja Makedonija je dom starodavnega mesta Ajga (današnja Vergina), ene od 18 lokacij na Unescovem seznamu svetovne dediščine, ki je bilo prva prestolnica starogrškega kraljestva Makedonije. Leta 336 pr. n. št. je bil Filip II. umorjen v gledališču v Ajgi, njegov sin Aleksander pa je bil razglašen za kralja. Najpomembnejše nedavne najdbe so iz leta 1977, ko so našli grobišča več makedonskih kraljev, vključno z grobnico Filipa II. Makedonskega. Je tudi kraj obsežne kraljeve palače. Arheološki muzej v Vergini je bil zgrajen za shranjevanje vseh artefaktov, najdenih na mestu, in je eden najpomembnejših muzejev v Grčiji. Pella, ki je nadomestila Ajgo kot glavno mesto Makedonije v 4. stoletju pr. n. št., in je prav tako v Osrednji Makedoniji, kot tudi Dion v Pieriji in Amfipolisu. To so pomembne destinacije za kulturni turizem. Solun je dom številnih pomembnih bizantinskih spomenikov, vključno s paleokrščanskimi in bizantinskimi spomeniki v Solunu, ki so na Unescovem seznamu svetovne dediščine, pa tudi več rimskih, osmanskih in sefardskih judovskih stavb. Poleg tega, da je Solun kulturno središče Makedonije, je tudi središče mestnega turizma in gastronomije.